# Гузов-Платков
Гузов-Платков (нем. Gusow-Platkow) — община в Германии, в земле Бранденбург.
Входит в состав района Меркиш-Одерланд. Подчиняется управлению Нойхарденберг. Население составляет 1282 человека (на 31 декабря 2010 года). Занимает площадь 37,88 км².
| Год  | Население |
| ---- | --------- |
| 2005 | 1421      |
| 2010 | 1307      |